# Hyacintvaxskivling
Hyacintvaxskivling (Hygrophorus hyacinthinus) är en svampart som tillhör divisionen basidiesvampar, och som beskrevs av Lucien Quélet. Hyacintvaxskivling ingår i släktet Hygrophorus, och familjen Hygrophoraceae. Enligt den finländska rödlistan är arten sårbar i Finland. Enligt den svenska rödlistan är arten starkt hotad i Sverige. Arten förekommer i Öland, Nedre Norrland och Övre Norrland. Artens livsmiljö är torr eller mesisk örtrik skog.